# 埃娃·埃克布拉德
埃娃·埃克布拉德（瑞典語：Eva Ekeblad，1724年7月10日—1786年5月15日），本名为伊娃·德·拉加尔迪，是一名瑞典农学家、科学家、沙龙客和贵族（伯爵夫人）。1746年找到用马铃薯制作面粉和酒精的方法，后者将其他更稀缺的粮食留给粮食生产，大大降低了瑞典的饥荒发生率。
1748年埃娃·埃克布拉德成为瑞典皇家科学院的首位女性院士。